# Rostra del divino Julio
Los Rostra del divino Julio o de César divinizado, también Rostra de Diocleciano (en latín: Rostra Iulii, Rostra ad Divi Iulii o Rostra Diocletiani) se construyeron en el Foro Romano al mismo tiempo que el templo de César a finales del siglo I a. C. Se trata de una tribuna decorada con espolones (rostra) destinada a los magistrados y oradores para dirigirse a la multitud.

## Ubicación
Los rostra de César divinizado se construyeron ante el templo de César y daban a los rostra imperiales del otro lado de la explanada del Foro.

## Historia
Estos rostra se inauguraron en el año 29 a. C. por Augusto, el mismo año que la Curia Julia y el templo de César. La tribuna quedó destruida con el incendio de Carino en 283 y reconstruida por Diocleciano después de 285.
Los rostra fueron desenterrados en 1874 pero, identificados por error con los cimientos de una torre medieval, los restos fueron destruidos.

## Descripción
Se trata de una plataforma de 30 metros de ancho por 12 de largo. La tribuna está representada en uno de los fragmentos de los Plutei Traiani. El emperador, probablemente Trajano, se dirige a la asamblea que se ha reunido en la explanada del Foro. Se distinguen los espolones (rostra) fijados en su fachada.

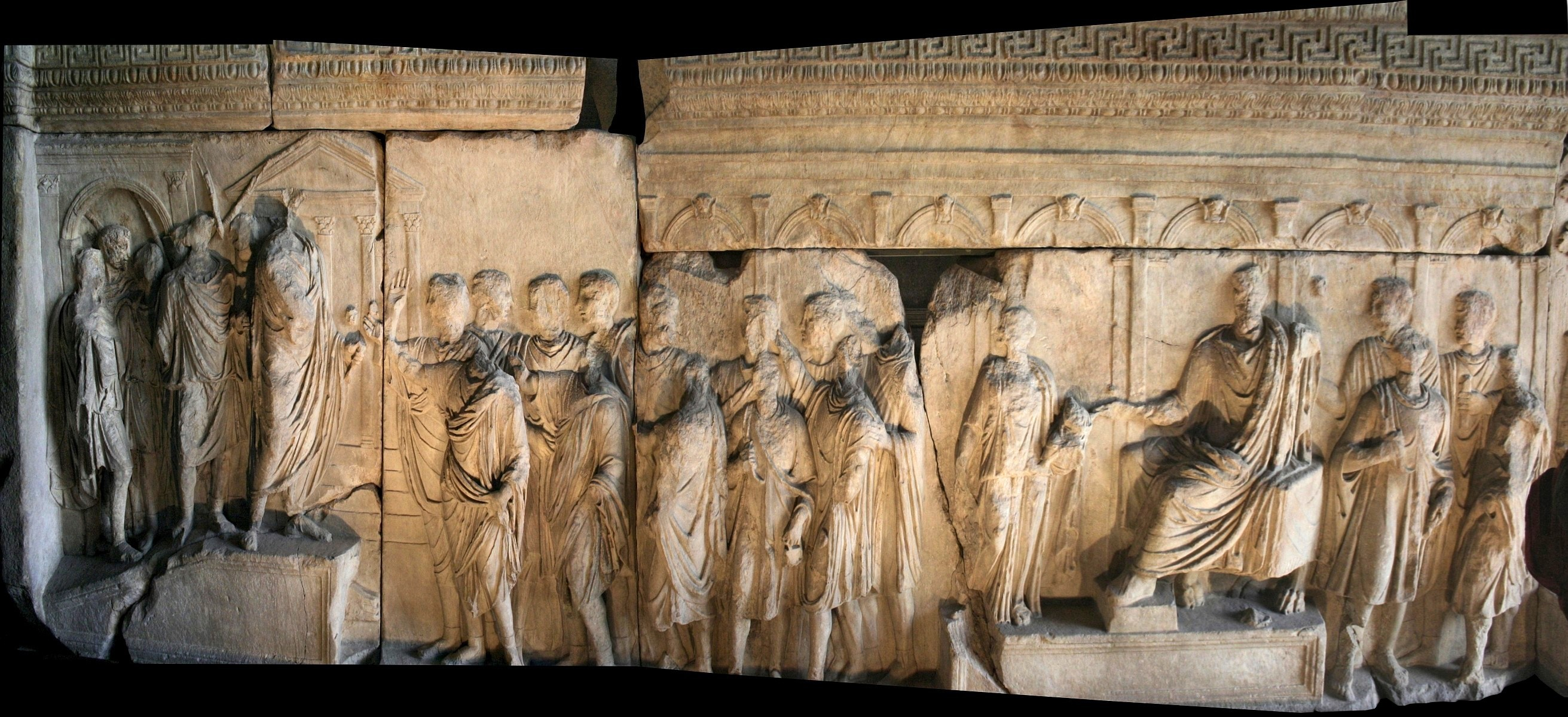
Fragmento de los Plutei Traiani, expuestos en la Curia Julia. Abajo, a la izquierda, los rostra de César.